# District de Turar Ryskoulov
Le  district de Turar Ryskoulov (kazakh : Тұрар Рысқұлов ауданы; russe : Кордайский район) est un district de l'oblys de Djamboul au sud-est du Kazakhstan. 

## Géographie
Son centre administratif est la localité de Kulan. 

## Démographie
Sa population est de 65 033 habitants en 2009.